# Eriococcus nematosphaerus
Eriococcus nematosphaerus är en insektsart som beskrevs av Hu, Xie och Yan 1981. Eriococcus nematosphaerus ingår i släktet Eriococcus och familjen filtsköldlöss. Inga underarter finns listade i Catalogue of Life.